# チャッキー (映画のキャラクター)
チャッキー（Chucky）こと、チャールズ・リー・レイ（Charles Lee Ray）は、ホラー映画フランチャイズ「チャイルド・プレイ」に登場する架空のキャラクターである。チャッキーは殺人鬼の魂を宿した邪悪な人形であり、魂を人間の肉体に移して成り代わろうと目論む悪名高い連続殺人犯として描かれる。このキャラクターは、最も有名なホラーアイコンの1つである。多くの場合、フレディ・クルーガー、ジェイソン・ボーヒーズ、ゴーストフェイス（スクリーム）、レザーフェイス、ペニーワイズ、ピンヘッド、およびマイケル・マイヤーズと並んで言及される。1999年、映画『チャイルド・プレイ/チャッキーの花嫁』でベストヴィランのMTV映画賞にノミネートされた。チャッキーは、作家・監督のドン・マンシーニによって創造され、映画シリーズでは実写と声の両方でブラッド・ドゥーリフによって演じられる。2019年のリメイクでは、マーク・ハミルが声を当てる。

## キャラクター設定
チャッキーは元々、「湖畔の紋殺魔」と呼ばれたチャールズ・リー・レイ（演：ブラッド・ドゥーリフ）という連続殺人鬼であり、チャッキーという名称も彼のあだ名に由来する。逃亡中にマイク刑事に撃たれ、致命傷を負いながら逃げ込んだおもちゃ屋にあったグッドガイ人形（チャッキー）に、ブードゥー教の秘術によって魂を乗り移らせた。
チャールズ・リー・レイという名前は実際の殺人者に由来すると言われている。4作目においてニュージャーシー州ハッケンサック出身だと判明している。

### 映画
1988年の映画 『チャイルド・プレイ』で初めて登場した。映画の中で、連続殺人犯のチャールズ・リー・レイ（ニックネーム：チャッキー）（演：ブラッド・ドゥーリフ）は、マイク・ノリス刑事（演 : クリス・サランドン）から逃亡するために、ブードゥー教の秘術を用いてグッドガイ人形へ自らの魂を憑依させる。生ける人形となったチャッキー（声：ブラッド・ドゥーリフ）は、アンディ・バークレー（演：アレックス・ヴィンセント）という少年にプレゼントされる。やがてチャッキーは人体に魂を移そうとし家族を恐怖に陥れ始める。
『チャイルド・プレイ2』（1990年）では、復活したチャッキーが、第一作の後に養護施設へ送られたアンディを追いまわす内容となっている。
『チャイルド・プレイ3』（1991年）では、前作から8年後にドロドロに溶かされたチャッキーの残骸を修復中、人形蝋の樽に血が混じり、復活する。
16歳のアンディ（演：ジャスティン・ホーリン）を恐怖に陥れる。
『チャイルド・プレイ / チャッキーの花嫁』（1998年）では物語の続編が描かれ、チャッキーは元共犯者であり恋人ティファニー・ヴァレンタイン（演：ジェニファー・ティリー）によって復活を果たす。ティファニーの魂を花嫁の人形に閉じ込めた後、2人は若いカップルを恐怖に陥れ、魂を人体に移そうと図る。
『チャイルド・プレイ / チャッキーの種』（2004年）は、前作から6年後、チャッキーとティファニーの子供のグレン / グレンダ（声：ビリー・ボイド）が、両親を生き返らせる。女優のジェニファー・ティリーに憧れるティファニーは、魂をジェニファーに移すこと、チャッキーは映画監督のレッドマンに移す計画を立てる。
『チャイルド・プレイ / 誕生の秘密』（2013年）で、シリーズは最初の3つの映画に見られるシンプルなホラー要素に戻る。この映画は、チャッキーが娘であると暗示され、最初の映画の出来事から25年後、ニカ・ピアース（演：フィオナ・ドゥーリフ）を苦しめる。フィオナはチャッキーを演じるブラッド・ドゥーリフの実の娘であり、この映画で初の親子共演となった。
『チャイルド・プレイ 〜チャッキーの狂気病棟〜』（2017年）で、ニカを苦しめようとするチャッキーと、成長したアンディ（演：アレックス・ヴィンセント）との対決が描かれている。
2019年、リメイクでのチャッキー（声：マーク・ハミル）は、人工知能を組み込んだバディ人形という設定である。持ち主の一生の親友になるように設計されており、周囲から学んで行動するようにできているほか、他のカスラン社の製品に接続して操作することも可能である。
製造元であるカスラン社の従業員が組み立ての際にチャッキーの安全予防装置を無効・解除した結果、チャッキーは持ち主となるアンディ（演：ガブリエル・ベイトマン）との絆を維持しようとするため次第に殺人傾向を発展させる。

## コンセプトと考案

### デザイン
『チャイルド・プレイ』シリーズのキャラクター創造者兼共同作家であるドン・マンシーニは、チャッキーは自身が持っていたバディ人形から影響を受け描いたものだと説明した上で、「私のオリジナルの脚本では、チャッキーはもともとバディと呼ばれていた。外出して「バディ」人形、ラガディアン、ラガディアンディ、およびこれらの等身大の人形、デザイナーのケヴィン・イェーガーは、私のバディ人形に似たものを追求し、オリジナルの脚本では「バディ」、現在は「チャッキー」となった。赤いボタンのオーバーオール、赤いスニーカー、赤い髪、青い目、そばかすのある縞模様のセーター。 ケヴィンはそれらのスケッチと私のディテールから最初の人形を作るまで、チャッキーのデザインの多くをスケッチしてくれた」と話す。

## キャスト
- チャールズ・リー・レイ、チャッキー（声）
  - 演：ブラッド・ドゥーリフ

出演作品
| 作品名                                      | 出演枠                                                 |
| ------------------------------------------- | ------------------------------------------------------ |
| チャイルド・プレイ                          | チャールズ・リー・レイ（実写）、チャッキー（声の出演） |
| チャイルド・プレイ2                         | チャッキー（声の出演）                                 |
| チャイルド・プレイ3                         | チャッキー（声の出演）                                 |
| チャイルド・プレイ/チャッキーの花嫁         | チャッキー（声の出演）                                 |
| チャイルド・プレイ/チャッキーの種           | チャッキー（声の出演）                                 |
| チャイルド・プレイ/誕生の秘密               | チャッキー（声の出演）、チャールズ・リー・レイ（実写） |
| チャイルド・プレイ 〜チャッキーの狂気病棟〜 | チャッキー（声の出演）                                 |
| Chucky（仮題、2021年のドラマシリーズ）      | チャッキー（声の出演）                                 |

- グッドガイ人形（声）
  - 演：イーダン・グロス
- チャッキー（声）（2019年、リメイク版）
  - 演：マーク・ハミル

### 日本語吹き替え版
- 鈴置洋孝（『チャイルド・プレイ』）
- 納谷六朗（『チャイルド・プレイ2』、『チャイルド・プレイ3』、『チャイルド・プレイ/チャッキーの花嫁』、『チャイルド・プレイ/チャッキーの種』、『	チャイルド・プレイ/誕生の秘密』）
- 月亭方正（『チャイルド・プレイ/チャッキーの種』〈DVD版のみ〉）
- 島田敏（『チャイルド・プレイ 〜チャッキーの狂気病棟〜』、『チャイルド・プレイ（2019）』、『チャイルド・プレイ/チャッキーの種』〈NETFLIX版〉）

## 登場作品

### 映画
- チャイルド・プレイシリーズ（リメイク版含む）
  - チャイルド・プレイ - Child's Play（1988年）
  - チャイルド・プレイ2 - Child's Play2（1990年）
  - チャイルド・プレイ3 - Child's Play3（1991年）
  - チャイルド・プレイ / チャッキーの花嫁 - Bride Of Chucky（1998年）
  - チャイルド・プレイ / チャッキーの種 - Seed Of Chucky（2004年）
  - チャイルド・プレイ / 誕生の秘密 - Curse of Chucky（2013年）
  - チャイルド・プレイ / チャッキーの狂気病棟 -  Cult of Chucky（2017年)
  - チャイルド・プレイ - Child's Play（2019年）※リメイク版

### 登場映画
- レディ・プレイヤー1 - Ready Player One（2018年）[6]

### ドラマ
- チャッキー - Chucky（2021年）[7][8]